# Melasina obtrectans
Melasina obtrectans är en fjärilsart som beskrevs av Edward Meyrick 1930. Melasina obtrectans ingår i släktet Melasina och familjen säckspinnare. Inga underarter finns listade i Catalogue of Life.